# インケツ
インケツとは賭博用語から来た俗語で、「最低」「最悪」などの意味。
元の意味は花札もしくはトランプの「おいちょかぶ」で持ち札の数字を足した一の位が1（最低は0でブタやブッツリと言われる）になることを指す。それが転じて「縁起が悪い」あるいは「貧乏神」また「疫病神」という意味に使われるようになった。関西では古くから使われてきた語で、漫画『じゃりン子チエ』にはこの語が頻繁に出てくる。